# Карло Мразовић
Карло Мразовић — Цофек, Гашпар (Мурско Средишће, код Чаковца, 26. октобар 1902 — Загреб, 23. септембар 1987) био је учесник Мађарске револуције 1919, Шпанског грађанског рата и Народноослободилачке борбе, друштвено-политички радник СФР Југославије и СР Хрватске, јунак социјалистичког рада и народни херој Југославије. У периоду од 1949. до 1952. године обављао је функцију председника Президијума Народног сабора Народне Републике Хрватске.

## Биографија
Рођен је 26. октобра 1902. године у Мурском Средишћу, код Чаковца. Потиче из породице железничког радника, у којој је било седморо дјеце. Решивши да се по сваку цену школује, са једанаест година запошљава се као најамни радник и тако завршава шест разреда основне и четири разреда средње школе.

### Мађарска револуција 1919.
Утицај Октобарске револуције и револуционарна збивања у Мађарској били су пресудни за Мразовићево идејно-политичко опредељење и његово везивање уз комунистички раднички покрет. После стварања Краљевства Срба, Хрвата и Словенаца, Мразовић се као шеснаестогодишњи младић укључује у Међимурску легију, али чим је у пролеће 1919. године успостављена Мађарска Совјетска Република, организовао је бег и са групом својих другова укључује се у редове мађарске Црвене армије. Кад је пала влада Беле Куна, а мађарска револуција угушена, враћа се у земљу, где га власти хапсе и одводе у истражни затвор Војног суда. Он бежи из затвора, опет прелази југословенско-мађарску границу и неколико месеци илегално ради под Хортијевим режимом у Краљевини Мађарској. Опет развија револуционарну делатност, али је због провале у марту 1920. године присиљен да бежи и да се илегално врати у Југославију.

### Илегални рад
Пошто су југословенске власти знале само за једно Мразовићево презиме (Цофек), под којим је био регистрован и у мађарској Црвеној армији и у истражном затвору Војног суда у Загребу, он се, служећи се искључиво другим презименом, легално запослио као рудар и млинарски радник, одслужио војни рок, а потом се настанио и опет запослио у Загребу. Мразовић тада улази у класни синдикални покрет и већ је 1924. године члан Централне управе радника живежне индустрије и обрта Југославије. Већ афирмиран као синдикални руководилац и револуционар, 1927. године формално је, на предлог Јосипа Дебељака, примљен у Комунистичку партију Југославије (КПЈ).
Увођењем Шестојануарске диктатуре и Мразовићу као компромитованом и проказаном револуционару прети хапшење и он, по одлуци Централног комитета Комунистичке партије Југославије, емигрира у Совјетски Савез. Ту му се коначно указала могућност да се извесно време посвети учењу. Уписује се на Комунистички универзитет националних мањина Запада (КУНМЗ), смер Друштвене науке, и 1932. године завршава га с одличним успехом. Као аспирант на Филозофском одељењу, извесно време ради и у апарату Коминтерне, а до 1936. године био је и управник Југословенског одељења КУНМЗ-а.

### Шпански грађански рат
Након почетка грађанског рата у Шпанији, Мразовић 1936. године као добровољац прелази Пиринеје и улази у редове Интернационалних бригада. Пошто се у Москви бавио и војном науком, а на фронтовима Шпаније се истакао у низу ватрених окршаја, убрзо је постављен за командира чете. Убрзо је био тешко рањен, па је морао у болницу. Затим је, уз Благоја Паровића, постављен за једног од уредника листа „Димитровац“ и члана Редакције радио-станице Мадрид.
У јануару 1939. године, илегално се враћа у земљу. По директиви Централног комитета Комунистичке партије Хрватске, Мразовић се сада легализира и излази пред Државни суд за заштиту државе, који га због недостатка доказа ослобађа оптужбе за комунистичку делатност. Због полицијског изгона из Загреба, накратко је боравио у родном месту, где је радио на јачању класног радничког покрета у Међимурју, али се ускоро враћа у Загреб и руководи Комитетом за помоћ Шпанским борцима у француским концентрационим логорима. Након потписивања споразума Цветковић-Мачек, у децембру 1939. године, и Мразовић постаје жртвом Мачековог пооштреног курса према комунистима. С већом групом партијских руководилаца затворен је у Лепоглави. После изласка из Лепоглаве, у пролеће 1940. године преузима нове одговорне дужности. У августу 1940. је делегат на Првој конференцији Комунистичке партије Хрватске, у новоизабрани Централни комитет улази као члан Политбироа, а исте године учествује и на Петој земаљској конференцији Комунистичке партије Југославије у загребачкој Дубрави.

### Народноослободилачки рат
После окупације земље, своје двадесетогодишње искуство револуционара, Мразовић користи као један од организатора устанка у Хрватској. Био је први командант Првог славонског партизанског одреда, командант, па политички комесар Треће оперативне зоне и члан Главног штаба народноослободилачке војске и партизанских одреда Хрватске.
Као некадашњи сарадник „Српа и Чекића“, „Димитровца“ и „Вјесника“, од 1942. године Мразовић руководи агитационо-пропагандним одсеком Централног комитета Комунистичке партије Хрватске. Притом посебну пажњу посвећује оснивању Народноослободилачких одбора (НОО) и изградњи народне власти. Биран је у највише представничке органе земље, односно за већника Антифашистичког већа народног ослобођења Југославије (АВНОЈ) и за члана Председништва Земаљског вијећа народног ослобођења Хрватске (ЗАВНОХ).

### Послератни период
После ослобођења Југославије, од 1945. до 1962. године непрекидно је заступник у Народном сабору НР Хрватске и посланик у Савезној народној скупштини. Од 1947. до 1948. био је амбасадор у НР Мађарској, а од 1948. до 1949. у Совјетском Савезу. Након смрти Владимира Назора, од октобра 1949. до 1952. био је председник Президијума Народног сабора НР Хрватске. Од 1952. до 1953. био је амбасадор ФНР Југославије у Мексику, где је успоставио дипломатске односе са Кубом, Хондурасом, Костариком и Панамом. Од 1953. до 1963. године био је потпредседник Сабора НР Хрватске. Истовремено је био члан Савезног одбора Социјалистичког савеза радног народа Југославије (ССРНЈ) и Главног одбора ССРН Хрватске, те члан Савезног и Републичког одбора СУБНОР-а.
Био је генерал-потпуковник ЈНА у резерви.
На Петом, Шестом, Седмом и Осмом конгресу КПЈ, односно СКЈ, биран је за члана Централног комитета Савеза комуниста Југославије. Од 1963. године био је члан Савета федерације.
Умро је 23. септембра 1987. године у Загребу. Сахрањен је у Чаковцу.
Носилац је Партизанске споменице 1941. и других југословенских одликовања, међу којима су — Орден јунака социјалистичког рада, Орден народног ослобођења, Орден југословенске заставе са лентом, Орден партизанске звезде са златним венцем, Орден заслуга за народ са златном звездом, два Ордена братства и јединства са златним венцем и Орден за храброст. Орденом народног хероја одликован је 20. децембра 1951. године.
Године 1980, додељена му је титула почасног грађанина града Загреба.